# Valinhac
Valignat és un municipi francès, situat al departament de l'Alier i a la regió d'Alvèrnia-Roine-Alps. L'any 2007 tenia 69 habitants.

## Demografia

### Població
El 2007 la població de fet de Valignat era de 69 persones. Hi havia 32 famílies de les quals 12 eren unipersonals (8 homes vivint sols i 4 dones vivint soles), 16 parelles sense fills i 4 parelles amb fills.
La població ha evolucionat segons el següent gràfic:
Habitants censats

### Habitatges
El 2007 hi havia 55 habitatges, 34 eren l'habitatge principal de la família, 13 eren segones residències i 8 estaven desocupats. 54 eren cases i 1 era un apartament. Dels 34 habitatges principals, 22 estaven ocupats pels seus propietaris, 11 estaven llogats i ocupats pels llogaters i 1 estava cedit a títol gratuït; 4 tenien dues cambres, 7 en tenien tres, 5 en tenien quatre i 18 en tenien cinc o més. 24 habitatges disposaven pel capbaix d'una plaça de pàrquing. A 17 habitatges hi havia un automòbil i a 14 n'hi havia dos o més.

### Piràmide de població
La piràmide de població per edats i sexe el 2009 era:
| Homes | Edats   | Dones |
| ----- | ------- | ----- |
| 0     | 95 o +  | 0     |
| 0     | 90 a 94 | 0     |
| 0     | 85 a 89 | 4     |
| 0     | 80 a 84 | 0     |
| 0     | 75 a 79 | 0     |
| 0     | 70 a 74 | 0     |
| 4     | 65 a 69 | 0     |
| 0     | 60 a 64 | 8     |
| 0     | 55 a 59 | 0     |
| 4     | 50 a 54 | 4     |
| 8     | 45 a 49 | 4     |
| 4     | 40 a 44 | 4     |
| 4     | 35 a 39 | 0     |
| 0     | 30 a 34 | 0     |
| 0     | 25 a 29 | 0     |
| 4     | 20 a 24 | 0     |
| 4     | 15 a 19 | 8     |
| 0     | 10 a 14 | 0     |
| 0     | 5 a 9   | 0     |
| 0     | 0 a 4   | 0     |

## Economia
El 2007 la població en edat de treballar era de 44 persones, 34 eren actives i 10 eren inactives. De les 34 persones actives 27 estaven ocupades (13 homes i 14 dones) i 7 estaven aturades (4 homes i 3 dones). De les 10 persones inactives 4 estaven jubilades i 6 estaven classificades com a «altres inactius».
Activitats econòmiques
Dels 2 establiments que hi havia el 2007, 1 era d'una empresa d'hostatgeria i restauració i 1 d'una empresa d'informació i comunicació.

## Poblacions més properes
El següent diagrama mostra les poblacions més properes.